# Brad Maynard
(en) Statistiques sur pro-football-reference
Bradley Alan Maynard (né le 9 février 1974 à Tipton) est un joueur américain de football américain. 

## Carrière

### Université
Maynard entre à l'université d'État de Ball où il affiche une statistique de 44,2 yards par coup de pied, se classant troisième de l'histoire de la NCAA. Il fait 242 punts pour 10700 yards. Il est nommé dans la sélection des All-American.

### Professionnel
Brad Maynard est sélectionné au troisième tour du draft de la NFL de 1997 par les Giants de New York au quatre-vingt-quinzième choix. Lors de sa première saison, il bat le record de punt en une saison par un rookie ainsi que le nombre de yard sur punt par un rookie. Lors de la saison, il dispute le Super Bowl XXXV et bat le record de punt lors d'un Super Bowl. Les Giants s'inclinent contre les Ravens de Baltimore 34-7. Après ce match, son contrat expire et il devient agent libre.
Il signe avec les Bears de Chicago et devient célèbre pour ses faux field goals où il trouve une passe pour touchdown de vingt-sept yards pour Brian Urlacher pour permettre à Chicago de gagner 20-15 contre les Redskins de Washington. 
Le 25 juillet 2011, il est résilié par Chicago. Le 2 août, il signe un contrat d'un an avec les Texans de Houston mais il est résilié le 3 septembre.
Lors du premier match de la saison, Richmond McGee, le punter des Browns de Cleveland se blesse et Maynard est appelé à le remplacer le 13 septembre 2011. Néanmoins, il est libéré dès le terme de la saison après les arrivées de Reggie Hodges et Spencer Lanning.

## Palmarès
- Plus grand nombre de punt en une saison par un rookie
- Plus grand nombre de yards sur des punts par un rookie
- Plus grand nombre de punt lors d'un Super Bowl